# Cristaperla fimbria
Cristaperla fimbria is een steenvlieg uit de familie Notonemouridae. De wetenschappelijke naam van de soort is voor het eerst geldig gepubliceerd in 1965 door Winterbourn.